# Maksymilian Gierymski
Maksymilian Gierymski ( Varsó, 1846 – Reichenhall, 1874) lengyel festő, főként az akvarelljeiről ismert. Aleksander Gierymski festő bátyja.

## Élete
Tizenhét éves fiúként részt vett a januári felkelésben. Kezdetben a Varsói Rajziskolában tanult, majd 1867-ben állami ösztöndíjat kapott, és a Müncheni Képzőművészeti Akadémiára ment. A müncheni realista iskola egyik vezető festője lett. Kezdetben leginkább a lengyel felkelésről készült festményeiről volt ismert, de számos tájképet is készített, különösen Dél-Lengyelországról, ahol többször is megfordult.
Nyugat-Európában teljes sikert aratott, de a 19. századi Lengyelországban nem értékelték megfelelően a munkásságát, nem lett népszerű, bár 1868-tól rendszeresen küldött festményeket varsói kiállításokra.

## Művei (válogatás)
- Krajobraz leśny (1866)
- Krajobraz z chatą i zaprzęgiem (1867)
- Potyczka z Tatarami (1867)
- Szarża rosyjskiej artylerii konnej (1867)
- Wymarsz powstańców ze wsi w 1863 roku (1867)
- Brzoza (1867)
- Pogrzeb w małym miasteczku (1868)
- Powrót bez pana (1868)
- Zwiad kozaków kubańskich (1868–69)
- Pejzaż jesienny z oraczem (1868–69)
- Krajobraz jesienny - studium pejzażu (1868–69)
- Rzeka (1868–70)
- Krajobraz o wschodzie słońca - przedświt (1869)
- Rekonesans huzarów austriackich (1869)
- Patrol polski w 1830 roku (1869)
- Adiutant sztabowy z 1830 roku (1869)
- Powstaniec z 1863 roku (1869)
- Droga wśród drzew (1870)
- Wyjazd na polowanie I (1871)
- Zima w małym miasteczku (1872)
- Patrol powstańczy przy ognisku (1872)
- Patrol powstańczy - pikieta (1872–73)
- Wiosna w małym miasteczku (1872–73)
- Noc (1872–73)

## Képgaléria

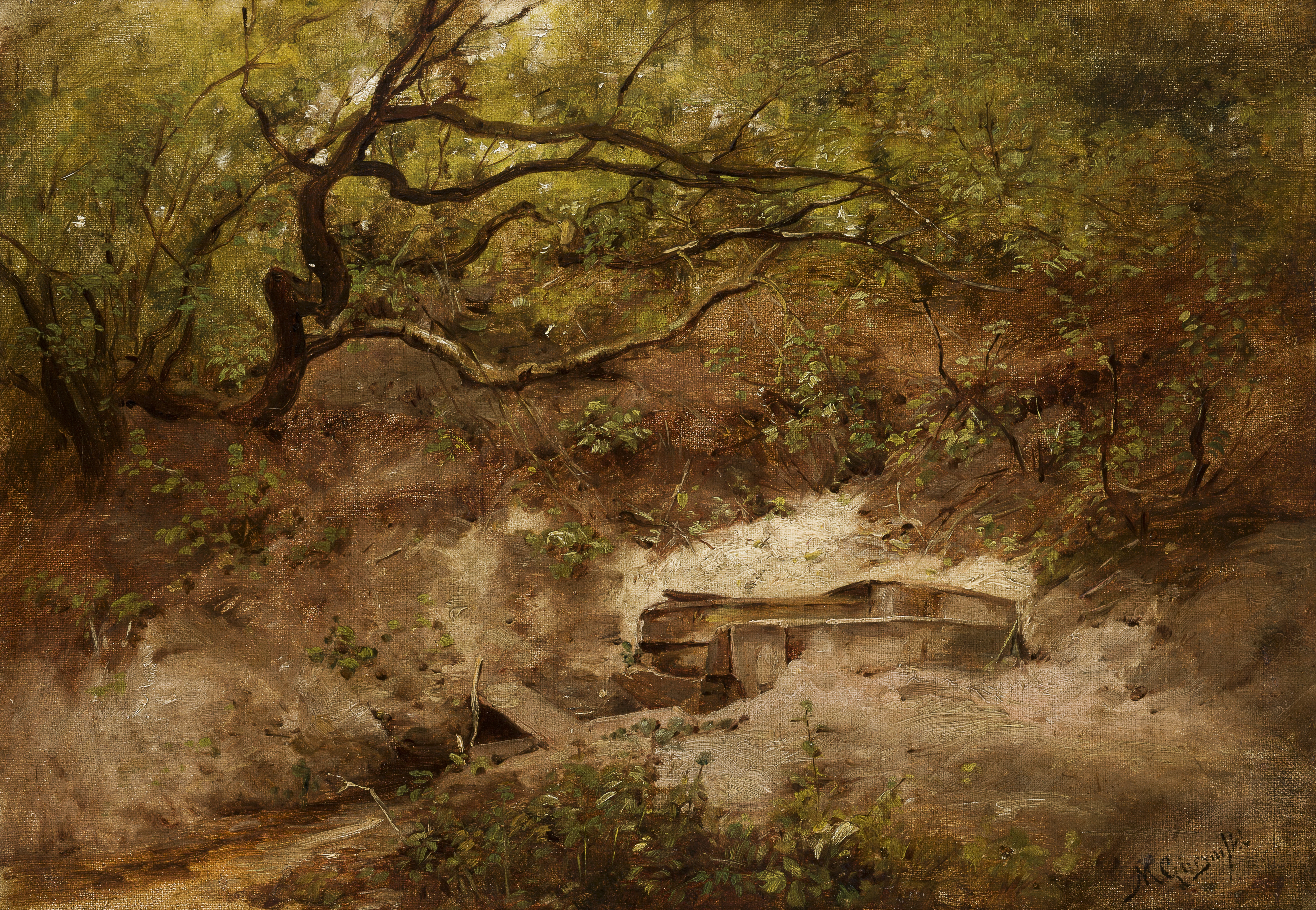
Almafa a patak mellett (1868) Krakkói Nemzeti Múzeum
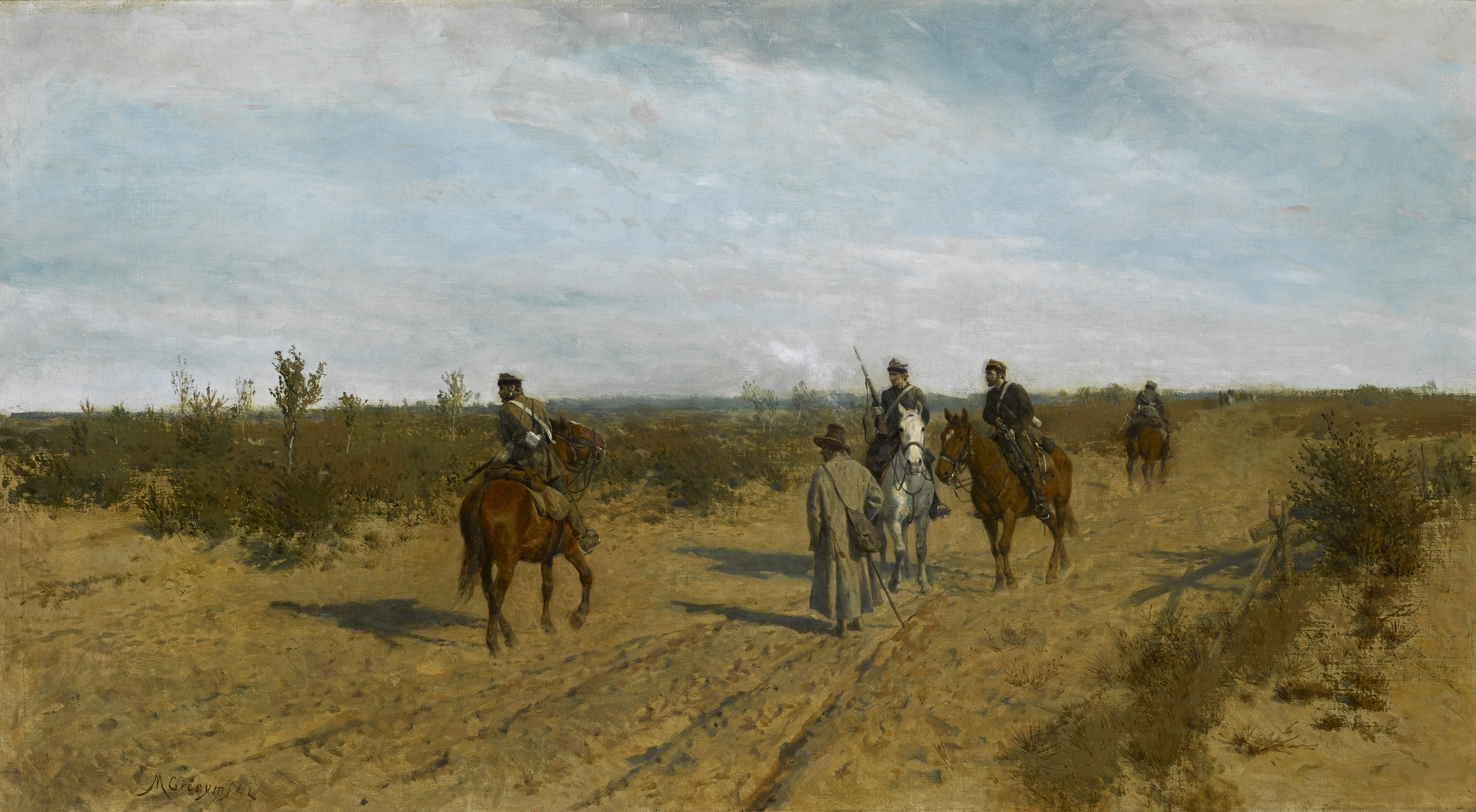
Felkelők őrjárata (1872–1873) Varsói Nemzeti Múzeum
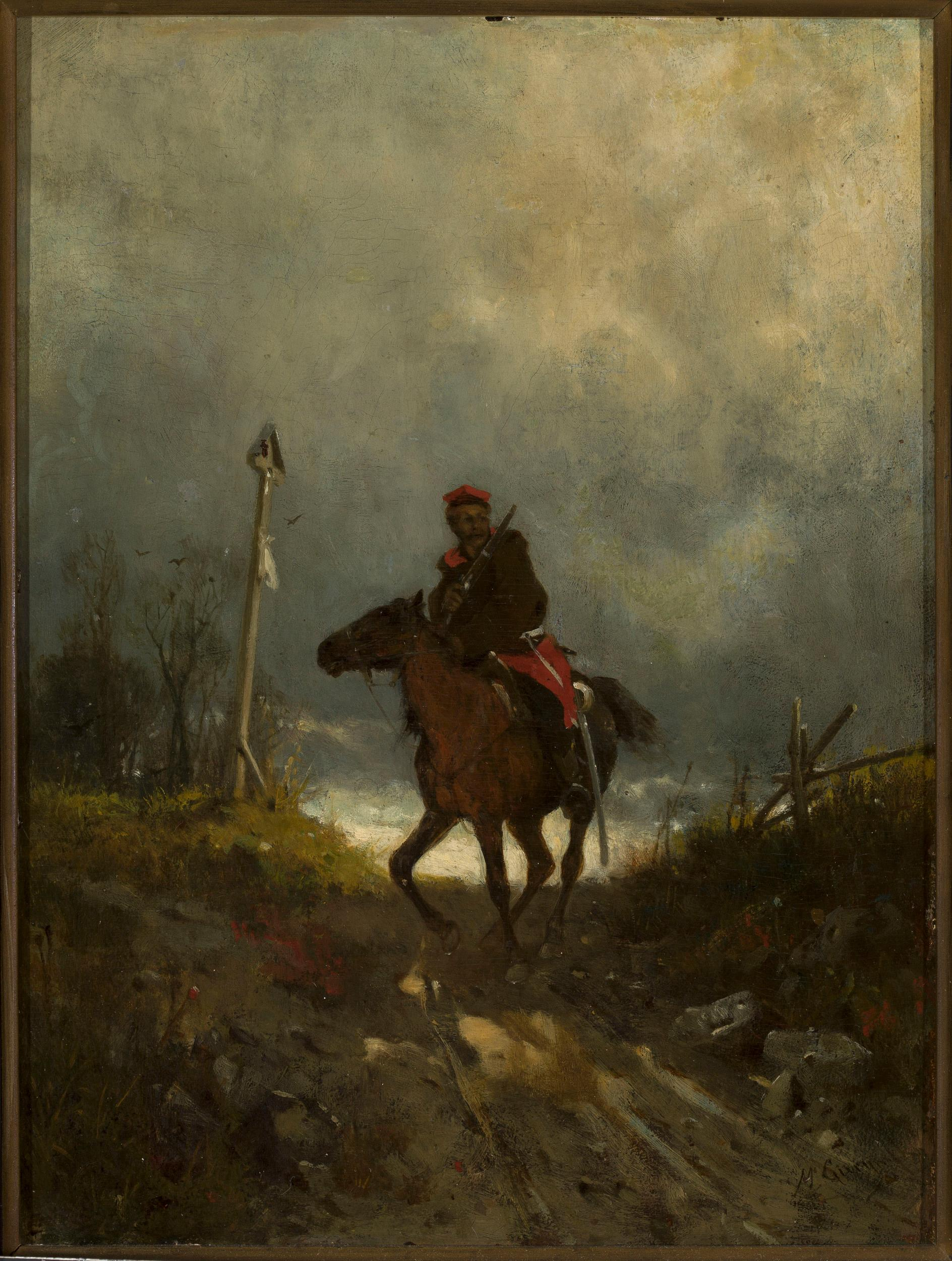
Magányos felkelő 1863-ban (1869)
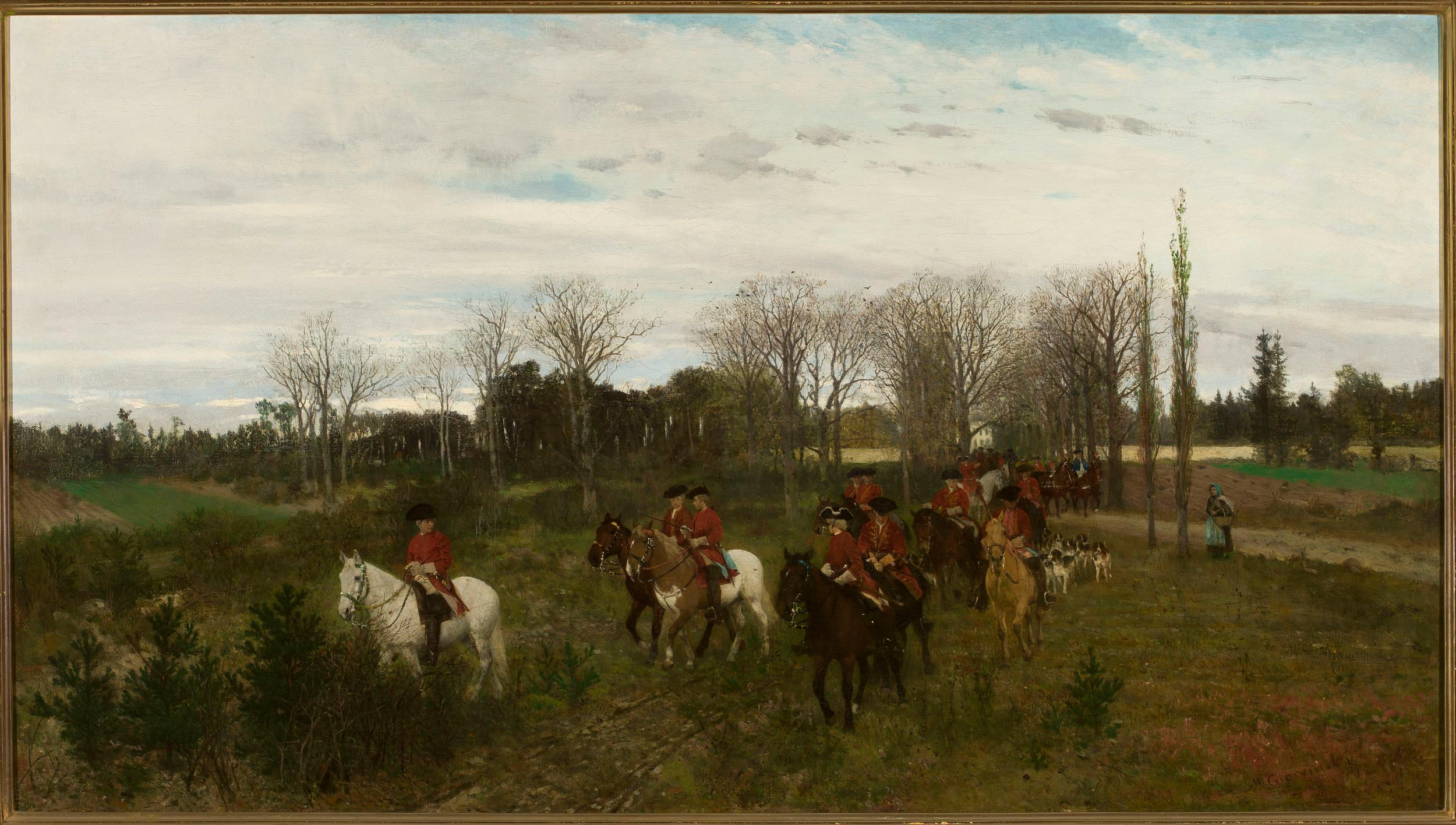
A vadászat kezdete (1867)
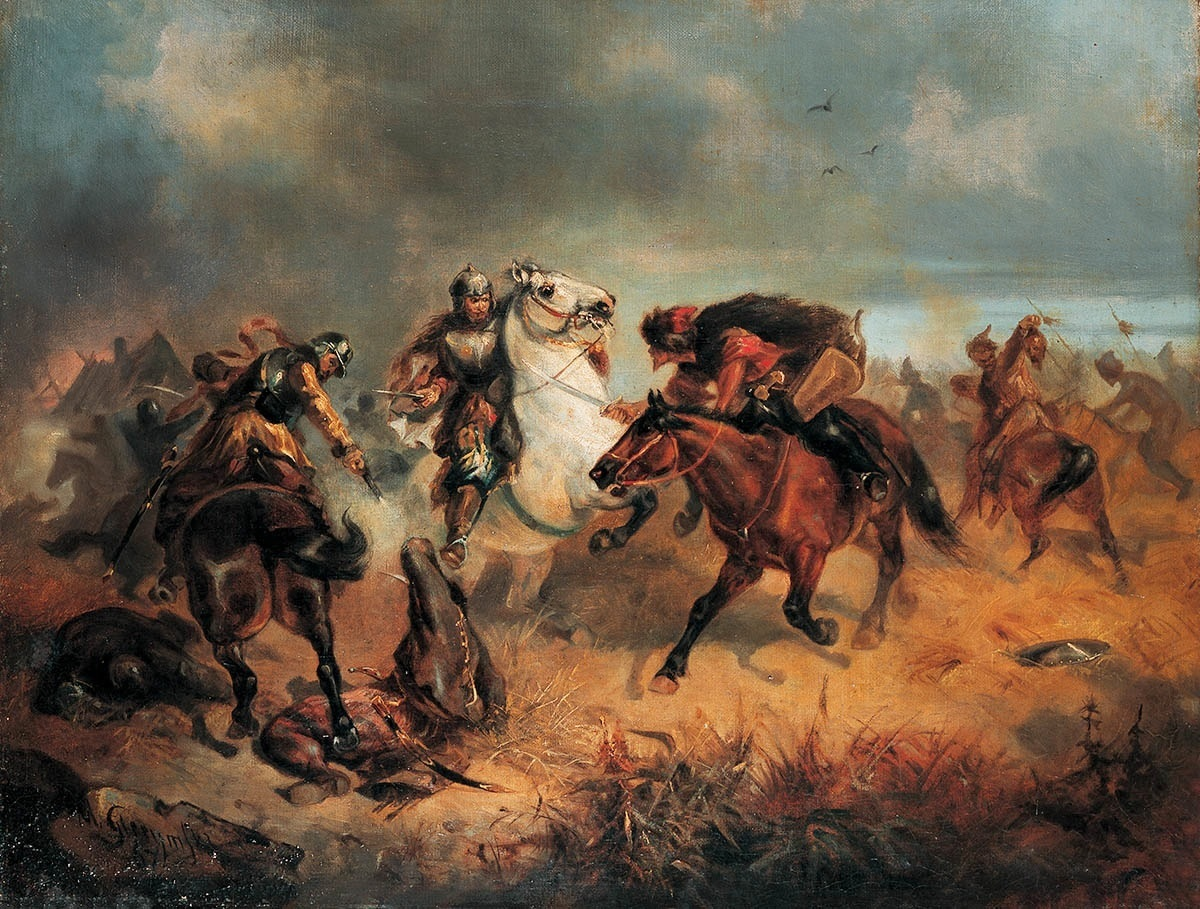
Összecsapás a tatárokkal (1867)

## Fordítás
- Ez a szócikk részben vagy egészben  a   Maksymilian Gierymski című angol Wikipédia-szócikk ezen változatának fordításán alapul.  Az eredeti cikk szerkesztőit annak laptörténete sorolja fel. Ez a jelzés csupán a megfogalmazás eredetét és a szerzői jogokat jelzi, nem szolgál a cikkben szereplő információk forrásmegjelöléseként.